# Театральная площадь (Рязань)
Театральная площадь — одна из главных площадей города Рязани, расположенная перед Рязанским театром драмы, от которой отходят улицы Ленина, Есенина и Циолковского
В просторечии — «Театралка», «Театральная».

## История

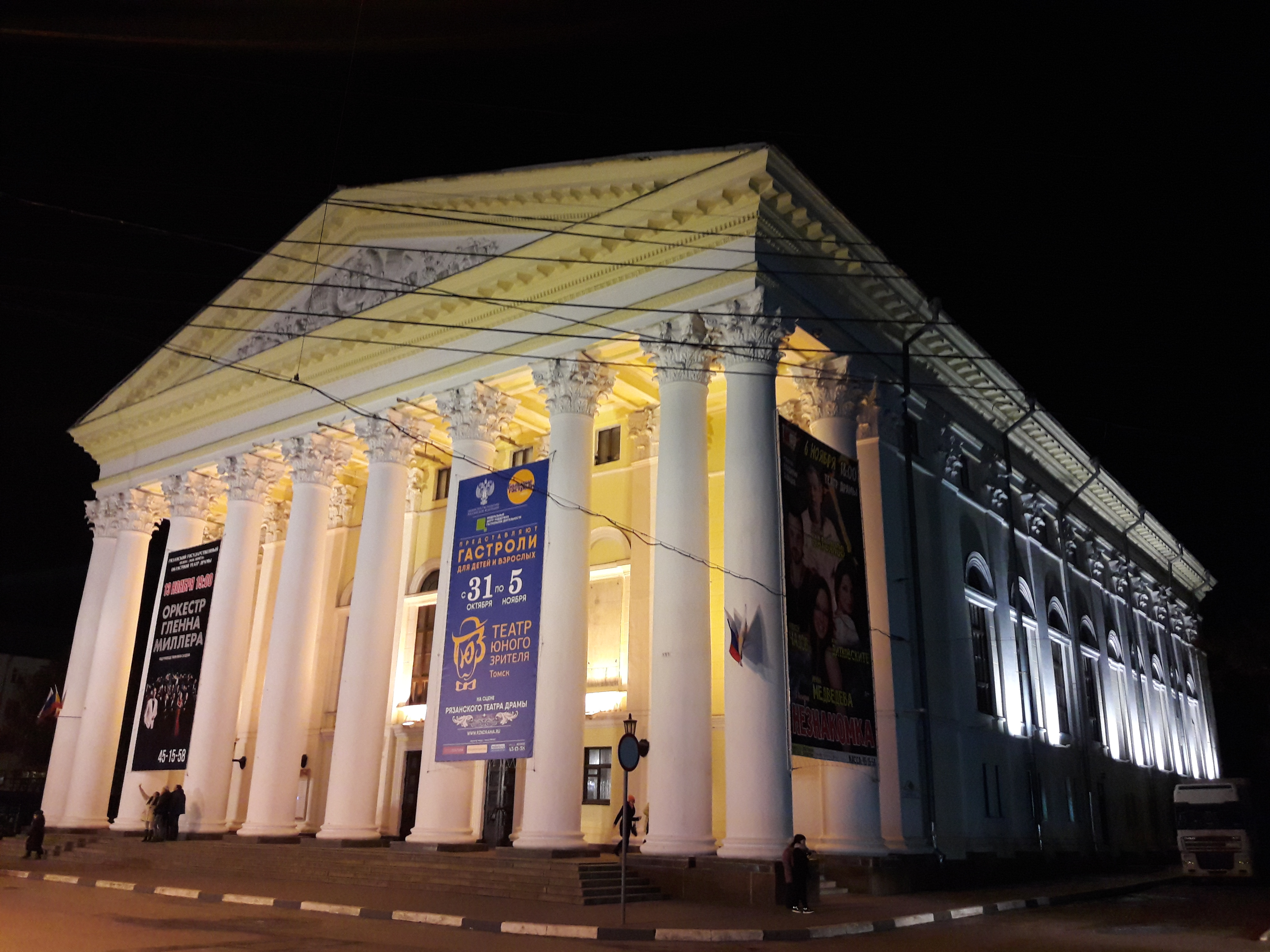

Современная площадь Театральная расположена на бывшей Ямской площади Ямской слободы на окраине губернской Рязани.  
Ямская площадь также называлась Ямская застава. В ноябре 1949 г. в г. Рязани открылась троллейбусная линия Рязань-II — Ямская застава. 
Старая Ямская слобода располагалась в местности современной улицы Николо-Дворянская и Право-Лыбедская.  В 18 веке Ямская слобода была переселена на новое место в районе современной ул. Циолковского. 
В 1782 году, когда после принятого Екатериной Великой регулярного плана застройки города при перестройки и выпрямлении улочек (а новые некривые и широкие улицы проходили через дома и дворы посадского населения) пришлось переселить множество людей на окраину, этой окраиной и стала Ямская слобода. Именно здесь располагался и Южный въезд в Рязань, который до революции обозначался двумя высокими каменными столбами. Эта городская застава выполняла роль таможни, взимали пошлину за ввоз товара, проверяли приезжих.
Но Ямская площадь была известна своим базаром, на который съезжались жители многих городов и селений, как Касимова, Владимира, Москвы и многие другие, а также из сел Кальное, Шереметьево, Голенчино и др. А славился базар не только сельскохозяйственными продуктами, но и изделиями разных ремесел Рязанщины. Земля Рязанская слыла рогожниками, бондарями, ложкарями, гончарами и многими другими. Для верующих в центре Ямской площади была построена часовня в память о посещении Рязани в 1819 году Императором Александром I. Она была разрушена в 1917 году, на месте часовни сегодня располагается фонтан.
В 1956 году началась масштабная реконструкция площади, пограничные столбы заставы снесли и базар убрали, а в 1961 году построили здание Драмтеатра с фонтаном, площадь переименовали в Театральную. По проекту М. О. Хауке площадь застроили многоэтажными зданиями в стиле сталинского ампира. В 1957 году напротив Театра драмы построили здание Совпартшколы, которая впоследствии стала Институтом культуры.
В 1995 году, к 900-летию Рязани, фонтан на площади был перестроен - если раньше фонтан представлял собой просто прямоугольный резервуар без форсунок и т.д., то после реконструкции фонтан стал состоять из квадратной каменной тумбы, на которой расположена скульптурная композиция из расположенных на каждой стороне тумбы четырёх театральных масок, за каждой из которой и сбоку от них расположены горны, из которых выбрасывается вода.
Архитектор фонтана - Валентин Иванович Третьяков.

## Примечательные здания

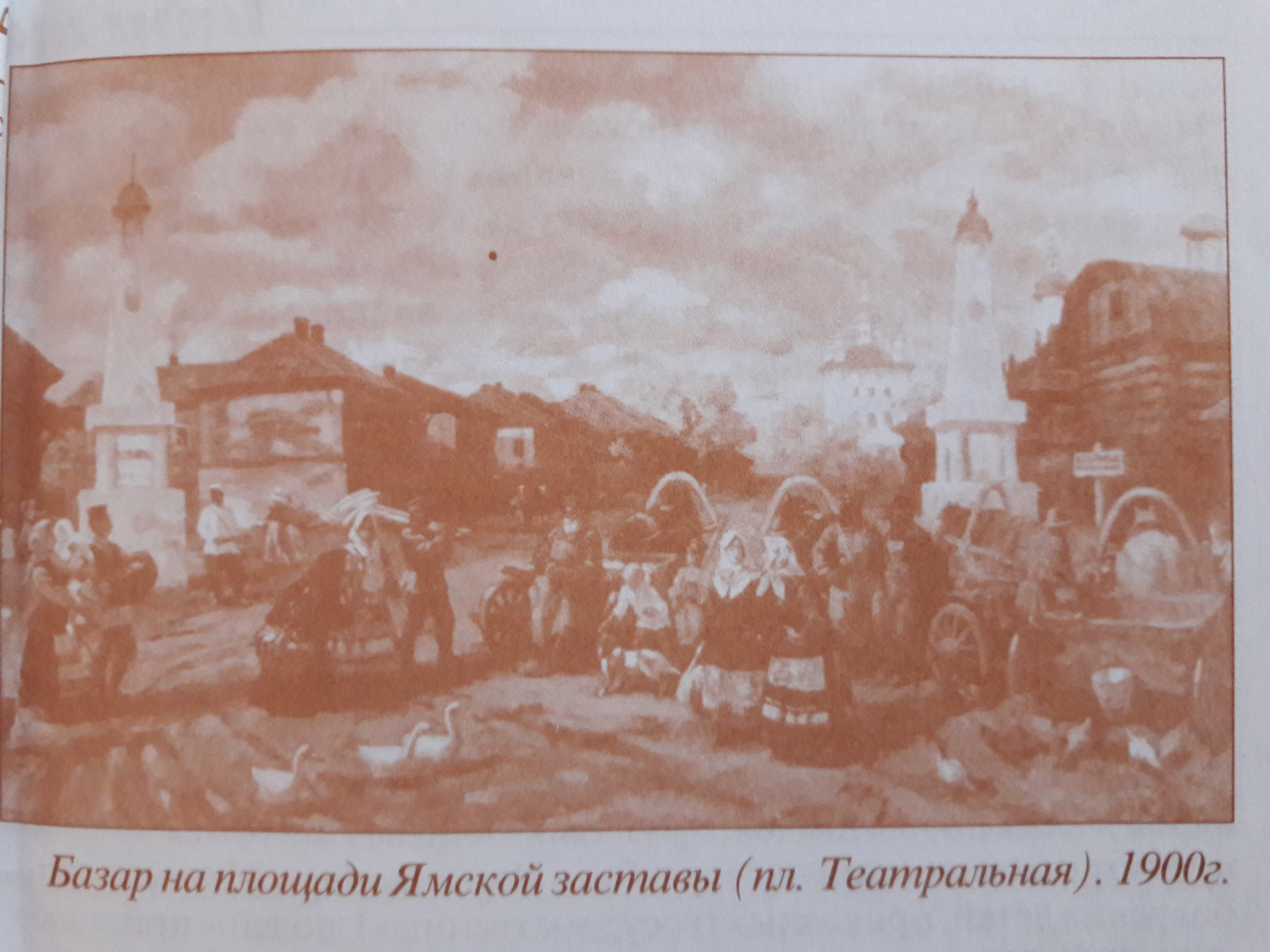
Вид на Ямскую площадь в Рязани

- Дом № 1. Институт культуры  (бывшее здание совпартшколы).
- Дом № 7. Здание Рязанского театра драмы.
- Фонтан «Маски».

## Транспорт
Театральная площадь является важным транспортным узлом - как для личного автотранспорта, так и для общественного.
| Остановка Общественного Транспорта        | Троллейбусы | Автобусы             | Примечание                                                                                    |
| ----------------------------------------- | ----------- | -------------------- | --------------------------------------------------------------------------------------------- |
| Театральная площадь (по ул. Циолковского) | 13          | 7, 8, 16, 17, 20, 21 |                                                                                               |
| Театральная площадь (у фонтана)           | —           | 11, 22               |                                                                                               |
| Театральная площадь (по ул. Есенина)      | —           | —                    | ООТ является конечной для бесплатных маршрутов "Пл. Театральная - Глобус" и "М5 МОЛЛ - Центр" |

## Примыкающие улицы
К Театральной площади примыкают: ул. Есенина, ул. Циолковского, ул. Ленина.